# Cocalodinae
Cocalodinae, es una subfamilia de pequeñas arañas araneomorfas, pertenecientes a la familia Salticidae.  Comprende los siguientes géneros.

## Géneros
- Allococalodes
- Cocalodes
- Cucudeta
- Tabuina
- Yamangalea